# Palazzo Belgioioso

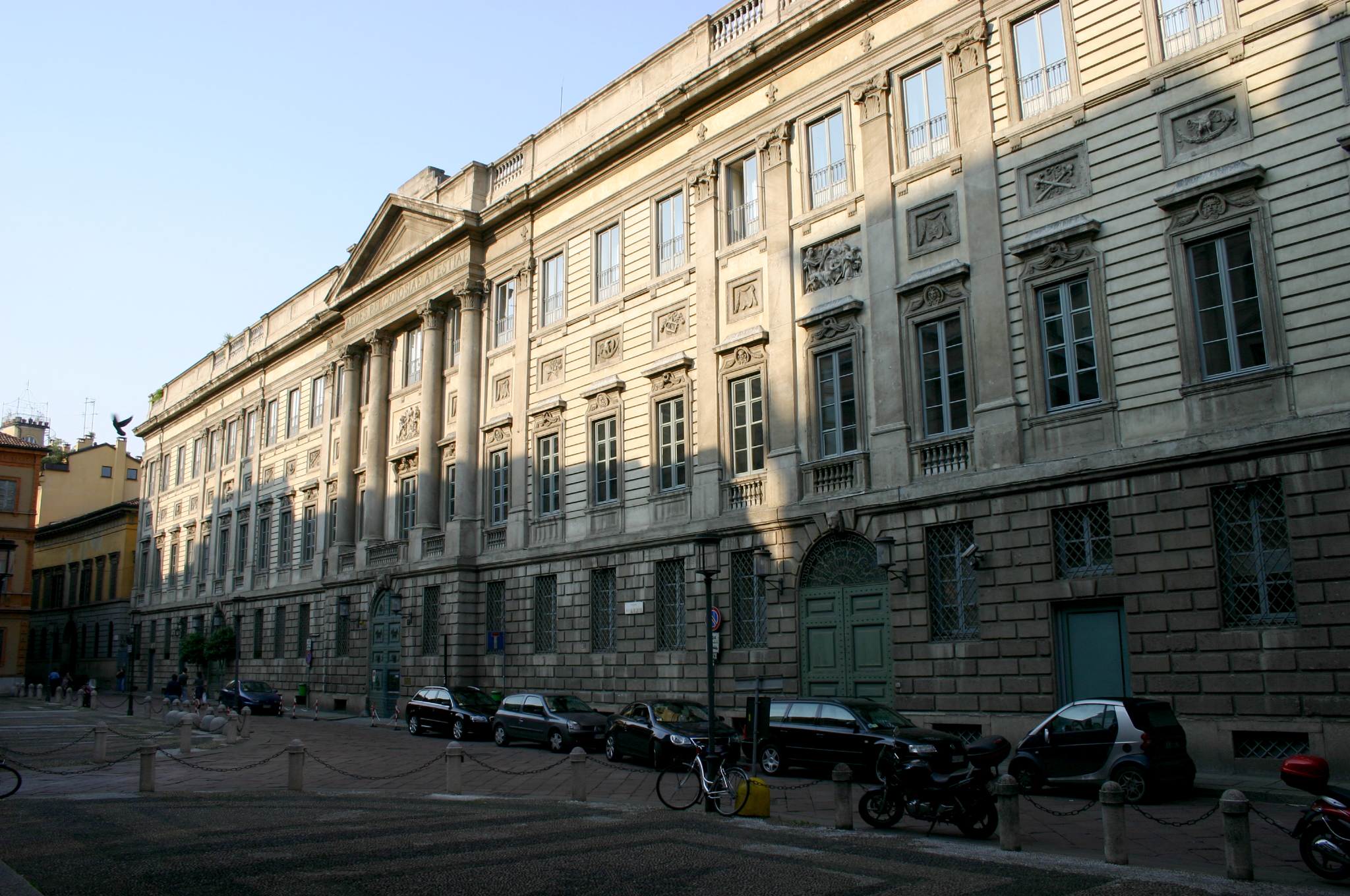
Palazzo Belgioioso

A Palazzo Belgioioso egy neoklasszicista palota Milánó azonos nevű terén.

## Leírása
1772-ben kezdték el építeni Giuseppe Piermarini tervei alapján XII. Alberico Belgioioso d’Este herceg számára. Építését 1781-re fejezték be. A palota, a Teatro alla Scala mellett Milánó egyik legreprezentatívabb neoklasszicista épülete. Megtervezésekor Piermarini a casertai királyi palotát vette példaképül, melyet Luigi Vanvitelli épített. A királyi palotára emlékeztető elemek például a lapos, a két emelet átszelő lizénák valamint ezekre merőleges díszítő falsávok a homlokzaton. Az épülethez egy kert is tartozik csónakázótóval.